# Atlit
Atlit (hebreo: עַתְלִית) es una localidad costera ubicada al sur de Haifa, en Israel. Fue un puesto de avanzada de los Cruzados hasta 1201 y en 1903 el barón Edmond de Rothschild fundó la ciudad moderna. Tiene una población de 5300 habitantes y el campo de detenidos de Atlit se encuentra en las cercanías.

## Historia

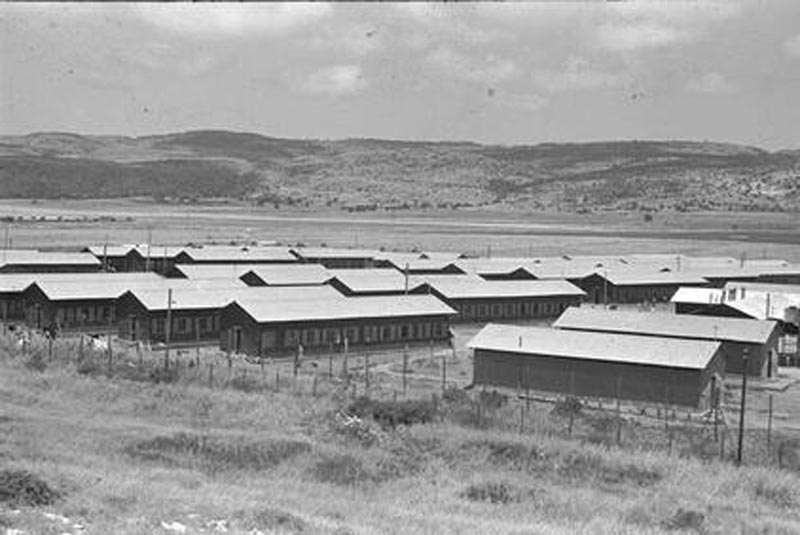
Campo para inmigrantes judíos en Atlit.

En las costas de Atlit se erige Atlit Yam, un antiguo pueblo sumergido del Neolítico. Atlit Yam es la evidencia física conocida más antigua de un sistema de subsistencia agropastoral marino en la costa levantina.
En Atlit, se han encontrado registros de poblaciones de seres humanos de principios de la Edad del Bronce. Los Cruzados construyeron Chateau Pelerin, una de las ciudadelas más grandes de Tierra Santa y uno de los últimos puestos de avanzada de las Cruzadas que resistió los ataques de los Baibars. La ciudad estuvo bajo control de los Cruzados hasta 1291 y en la actualidad aún son visibles las ruinas de la ciudadela. 
En 1880, un censo llevado a cabo en Palestina Occidental registró la existencia de una pequeña localidad árabe de casas de barro, con una población de doscientos habitantes. En 1903, un grupo de residentes judíos construyeron un pueblo cercano, que también llamaron Atlit. Durante el Mandato Británico de Palestina, tanto el establecimiento árabe como el judío se consideraron parte de la misma comunidad; para 1938, había 508 árabes y 224 judíos. La presencia árabe declinó en la década de 1940 debido a la venta de tierras, por lo que a mediados de la década quedaban solo 150 árabes viviendo allí (90 musulmanes y 60 cristianos) junto con dos mil judíos. No se conocen las circunstancias bajo las cuales los árabes restantes abandonaron los territorios en 1948.
Atlit fue declarada Concejo local en 1950, pero en 2004 se la incorporó al Concejo Regional Costa del Carmelo junto a otros núcleos de población de la zona. 
Las autoridades británicas utilizaron el campo de detenidos de Atlit para detener a los inmigrantes judíos que iban rumbo a Palestina. En la actualidad, el sitio es un museo dedicado al Ha'apala. En las cercanías del pueblo hay un comando naval israelí.
El antiguo miembro del Knéset Pesah Grupper reside en Atlit y gobernó su consejo local de 1959 a 1962 y de 1969 a 1971.

## Vecindarios
Los vecindarios de Atlit son Neve Moshe, Yamit, Giv'at HaPrahim, Giv'at HaBrekhot, Giv'at Sharon, Shoshanat HaYam, HaGoren, Yafe Nof, Argaman, Hofit, Savyonei Atlit y Allon. Atlit también se encuentra cerca de los kibbutz Neve Yam y Ein Carmel.